# Claude Lancelot
Pour les articles homonymes, voir Lancelot (homonymie).
Claude Lancelot est un religieux janséniste et un grammairien né à Paris vers 1615 et mort à Quimperlé en 1695.

## Biographie
Il participe à la création des Petites écoles de Port-Royal à partir de mai 1638. À cette époque, il est sous la direction spirituelle de l'abbé de Saint-Cyran. Il lui restera fidèle malgré l'emprisonnement de Saint-Cyran. Il racontera dans ses Mémoires ce qu'il a vu de l'œuvre spirituelle du guide de Port-Royal. Il est chargé de l'éducation du duc de Chevreuse et des princes de Conti. C'est un théoricien de la rénovation de l'enseignement introduite par les Petites-Écoles.
Il est l'auteur de la Nouvelle méthode pour apprendre la langue latine (1644), de la  Nouvelle méthode pour apprendre la langue grecque (1655), du Jardin des racines grecques (1660) et de la Grammaire générale et raisonnée (1660), dite Grammaire de Port-Royal, qui est son ouvrage majeur. C'est l'un des premiers maîtres de Port-Royal. Il est au centre du dispositif éducatif, donnant un enseignement basé sur le respect de l'enfant.
Contraint, au début des années 1660, de quitter l'abbaye des Champs, en raison des persécutions, Lancelot reste en contact étroit avec ses membres. À partir de 1672, il se retire à l'abbaye Saint-Cyran-en-Brenne, où il devient bénédictin. Exilé en Bretagne, dans une retraite près de l'abbaye Sainte-Croix de Quimperlé, Dom Claude Lancelot a près de quatre-vingts ans quand il connaît une mort aussi édifiante, aux dires des témoins, que sa vie.

## Publications
- Claude Lancelot & Antoine Arnauld, La Grammaire de Port Royal, 1660, téléchargeable sous le format Epub.
- Antoine Arnauld et Claude Lancelot, Grammaire générale et raisonnée : contenant les fondements de l'art de parler, expliqués d'une manière claire et naturelle, les raisons de ce qui est commun à toutes les langues, et des principales différences qui s'y rencontrent, présentation de Jean-Marc Mandosio, Allia, 2010 [1997], 160 p.  (ISBN 978-2-844-85337-0) (Réédition moderne la Grammaire de Port Royal)
- Claude Lancelot et Louis-Isaac Lemaistre de Sacy, Le jardin des racines grecques, 1660 (Différentes rééditions, Hachette/BNF)

- Dissertation sur l'hémine de vin et sur la livre de pain de S. Benoist, & des autres anciens religieux, chez Charles Savreux,Libraire juré, 1667